# Pálffy György (színművész, 1862–1933)
Pálffy György, született: Horony György Mihály (Hódmezővásárhely, 1862. március 11. – Budapest, Ferencváros, 1933. április 9.) színész. 

## Pályafutása
Horony György és Sándor Alojzia római katolikus szülők fia. 1862. március 12-én keresztelték. 1880-ban kezdte tanulmányait a Színművészeti Akadémián, ahol Paulay Edének, a Nemzeti Színház nagynevű igazgatójának és a színitanoda tanárának kedvenc tanítványa lett. 1881 áprilisában Völgyi Györgyhöz került Trencsénbe szerelmes és bonvivant szerepekre. Első fellépte a Csapodár című vígjáték Champignac szerepében volt. Később énekes szerepeket is kapott, ilyenek voltak többek között: a Cornevillei harangokban Henry marquis, Kisasszony feleségemben Hannibál, az Üdvöskében Pippo, a Kapitány kisasszonyban Don Jamario, a Szerelmi varázsitalban Péter, a Varázshegedűben Matheo apó stb. Egyéb szerepet játszott: a Falu rosszában Göndör Sándort, a Sárga csikóban Lacit, a Betyár kendőjében Andrást stb. 1882 őszétől Szegeden játszott Aradi Gerőnél. 1883 ősze és 1886 tavasza között Krecsányi Ignác társulatánál szerepelt, ahol hősszerelmes- és jellemszerepeket alakított. 1886 májusában került Kolozsvárra a Nemzeti Színházhoz, azonban kolozsvári működési tere nem elégítette ki ambícióját és ezért újból Szegedre szerződött, Aradi Gerő színtársulatához. 1889-ben Paulay Ede a Nemzeti Színházhoz meghívta vendégszereplésre, szerződtetési célból. 1889. április 24-én a Vasgyárosban mint Derblay és április 29-én az Utolsó szerelemben mint Laczfy Apor István lépett fel nagy sikerrel, mely után ez év augusztus 16-án a Nemzeti Színház tagja lett. Még Nagy Imre életében annak több szerepét vette át, ennek tragikus halála után pedig szerepeinek örökébe lépett. Kiválóbb szereplései voltak: Bánk bán (játszotta 64-szer), Ember tragédiája, Ádám (92-szer), Aranyember: Timár Mihály (97-szer), Medea: Jázon, Széchy Mária: Wesselényi, Thurán Anna: Velitorisz, Romeo, Faust, Essex gróf címszerepei, Csók, Szever király, Áldozat, Szabolcs vezér, Könyves Kálmán, Álmos fejedelem, Zsolt vezér címszerep, Kendi Margit: Boldizsár stb. Szerződése tartama alatt 2199 estén lépett fel a Nemzeti Színház, Várszínház és a Magyar Királyi Operaház színpadán. 1913. április 1-jén vonult nyugdíjba.

## Magánélete
1880. március 10-én a szeged-belvárosi templomban feleségül vette Haraszthy Hermin színésznőt, a vőlegény tanúja Aradi Gerő volt.

## Fontosabb szerepei
- Bánk bán (Katona József)
- Ádám (Madách Imre: Az ember tragédiája)
- Theseus (Shakespeare: Szentivánéji álom)
- Faust (Goethe)
- Rómeó (Shakespeare: Rómeó és Júlia)
- Leonidász (Herczeg Ferenc: Bizánc)